# Erannis naufocki
Erannis naufocki là một loài bướm đêm trong họ Geometridae.